# Д’Аванцо, Бартоломео
Бартоломео Д’Аванцо (итал. Bartolomeo d'Avanzo; 3 июля 1811, Авелла, Неаполитанское королевство — 20 октября 1884, там же) — итальянский куриальный кардинал. Епископ Кастелланеты с 18 марта 1851 по 13 июля 1860. Епископ Кальви и Теано с 13 июля 1860 по 20 октября 1884. Апостольский администратор Кастелланеты и Моттолы с 1860 по 1863. Кардинал-священник с 3 апреля 1876, с титулярной церковью Санта-Сузанна с 7 апреля 1876.